# Ducat de Medinaceli
El ducat de Medinaceli és un títol nobiliari espanyol creat per la reina Isabel la Catòlica el 1479 a favor de Luis de la Cerda i de la Vega, V comte de Medinaceli. El seu nom es refereix al municipi de Medinaceli, a la província de Sòria (Castella i Lleó). Té associada Grandesa d'Espanya de classe immemorial des 1520 i dona nom a la Casa de Medinaceli.
Per la majoria de genealogistes és considerat el títol més important de l'aristocràcia espanyola en ser els seus titulars descendents directes del rei Alfons X de Castella.

## Història

### Comtat de Medinaceli
La vila de Medinaceli fou cap d'un vescomtat sota el control directe de la corona castellana fins a 1368. El territori s'atorgà a Bernardo de Bearne, fill de Gastó III de Foix i cavaller d'Enric II, com a premi per haver donat suport a la seva causa com a pretendent al tron durant la Guerra Civil castellana (1351-1369) contra Pere I, que suposà l'assassinat del rei i l'inici de la dinastia Trastàmara. El mateix any, el rei Enric elevà el títol a comtat i feu casar a Bernardo amb Isabel de la Cerda, filla del comte de Claramonte i neta d'Alfons de la Cerda, el qual també era net d'Alfons X el Savi, que aportà al títol un important patrimoni, amb la senyoria d'El Puerto de Santa María i altres estats. Pels seus orígens reials, la dinastia materna esdevingué la preponderant i els fills, finalment, van adoptar el cognom de la Cerda.
|                                  | Titular                          | Període                          |
| Creació per Enric II de Castella | Creació per Enric II de Castella | Creació per Enric II de Castella |
| -------------------------------- | -------------------------------- | -------------------------------- |
| I                                | Bernardo de Bearn                | 1368-1381                        |
| I                                | Isabel de la Cerda               | 1369-1385                        |
| II                               | Gastón de Bearn y de la Cerda    | 1385-1404                        |
| III                              | Luis de la Cerda y Mendoza       | 1404-1447                        |
| IV                               | Gastón de la Cerda y Sarmiento   | 1447-1454                        |
| V                                | Luis de la Cerda y de la Vega    | 1454-1479                        |

## Llista de titulars
|                                             | Titular                                                         | Període                                     |
| Creació per Ferran V i Isabel I de Castella | Creació per Ferran V i Isabel I de Castella                     | Creació per Ferran V i Isabel I de Castella |
| ------------------------------------------- | --------------------------------------------------------------- | ------------------------------------------- |
| I                                           | Luis de la Cerda y de la Vega                                   | 1479-1501                                   |
| II                                          | Juan de la Cerda y Vique                                        | 1501-1544                                   |
| III                                         | Gastón de la Cerda y Portugal                                   | 1544-1552                                   |
| IV                                          | Juan de la Cerda y Silva                                        | 1552-1575                                   |
| V                                           | Juan de la Cerda y Portugal                                     | 1575-1594                                   |
| VI                                          | Juan de la Cerda y Aragón                                       | 1594-1607                                   |
| VII                                         | Antonio Juan Luis de la Cerda y Toledo                          | 1607-1671                                   |
| VIII                                        | Juan Francisco de la Cerda y Enríquez de Ribera                 | 1671-1691                                   |
| IX                                          | Luis Francisco de la Cerda y Aragón                             | 1691-1711                                   |
| X                                           | Nicolás Fernández de Córdoba y de la Cerda                      | 1711-1739                                   |
| XI                                          | Luis Antonio Fernández de Córdoba y Spínola                     | 1739-1768                                   |
| XII                                         | Pedro de Alcántara Fernández de Córdoba y Moncada               | 1768-1789                                   |
| XIII                                        | Luis María Fernández de Córdoba y Gonzaga                       | 1789-1806                                   |
| XIV                                         | Luis Joaquín Fernández de Córdoba y Benavides                   | 1806-1840                                   |
| XV                                          | Luis Tomás Fernández de Córdoba y Ponce de León                 | 1840-1873                                   |
| XVI                                         | Luis María Fernández de Córdoba y Pérez de Barradas             | 1873-1879                                   |
| XVII                                        | Luis Jesús Fernández de Córdoba y Salabert                      | 1880-1956                                   |
| XVIII                                       | Victoria Eugenia Fernández de Córdoba y Fernández de Henestrosa | 1956-2013                                   |
| XIX                                         | Marco von Hohenlohe-Langenburg y de Medina                      | 2014-2016                                   |
| XX                                          | Victoria von Hohenlohe-Langenburg                               | 2017-Act.                                   |